# Integrationsverket
Integrationsverket var en svensk statlig myndighet med säte i Norrköping.

## Bildande
Integrationsverket bildades i juni 1998 efter beslut av Sveriges riksdag 1997. Den främste förespråkaren för bildandet av verket var Leif Blomberg, som var biträdande inrikesminister och ansvarig för integrationsfrågor i regeringen. Bildandet av Integrationsverket skedde efter beslut av den socialdemokratiska regeringen 1997 vilket stöddes av Centerpartiet, Vänsterpartiet och Miljöpartiet. De övriga riksdagspartierna var ihärdiga motståndare till Integrationsverket under hela dess existens.

## Uppdrag och verksamhet
Verkets uppgifter var att ge kunskap om hur integrationen utvecklats i det svenska samhället. Verket skulle även följa upp och utvärdera vad som gjorts på integrationsområdet samt stödja kommunernas insatser för nyanlända invandrare. Integrationsverket införde och använde i samarbete med International Labour Organization (ILO) år 2006 en experimentmetod, praktikprövning, för att empiriskt visa graden av arbetsmarknadsdiskriminering i Sverige. Verket byggde upp en nationell kunskapsbank om arbetet mot rasism, främlingsfientlighet samt etnisk diskriminering, och presenterade den på webbsidan "Sverige mot rasism".:19

## Organisation och generaldirektörer
Lars Stjernkvist var myndighetens förste generaldirektör. Myndighetens andra och sista ordinarie generaldirektör var Andreas Carlgren, som utnämndes till miljöminister i oktober 2006. Därefter leddes Integrationsverket av den tillförordnade generaldirektören Lena Bernström. Integrationsverket var den statliga myndighet som hade störst andel anställda med utländsk bakgrund, bland annat var två personer i verksledningen födda utanför Europa.

## Nedläggning
När Centerpartiet kom i regeringsställning 2006 ändrade partiet ståndpunkt om verket och deltog i beslutet om en nedläggning.
Integrationsverket lades ned den 1 juli 2007, efter ett regeringsbeslut den 8 mars 2007. Lena Häll-Eriksson ansvarade för avvecklingen som chef för den tillfälligt inrättade Avvecklingsmyndigheten för Integrationsverket.
Delar av verksamheten finns numera vid andra myndigheter:
- Migrationsverket har i samarbete med länsstyrelserna övertagit ansvaret för flyktingmottagandet
- Myndigheten för ungdoms- och civilsamhällesfrågor ansvarar för handläggningen av stöd till organisationer som främjar integration
- Statistiska centralbyrån övertog och ansvarar för driften av Integrationsverkets statistikdatabas STATIV.

Övrig verksamhet har avvecklats.